# Par condicio
Con l'espressione latina par condicio ("parità di trattamento" oppure "pari condizioni") si intendono quei criteri adottati dai mass-media nel garantire un'appropriata visibilità a tutti i partiti e/o movimenti politici.
La par condicio si può considerare un'estensione del principio del pluralismo interno, che si traduce anche nell'apertura alle diverse tendenze politiche (art. 1 l. 103/1975).

## Norme sullapar condicio
In Italia, negli anni cinquanta, la disciplina della propaganda e della comunicazione politica si limitava alla Legge 4 aprile 1956, n. 212 (Norme per la disciplina della campagna elettorale), che si limitava a definire alcune norme riguardanti l'affissione di stampati e manifesti elettorali nei 30 giorni precedenti le elezioni.
Nel decennio successivo, la Corte Costituzionale, con la sent. n. 48 del 1964, si era pronunciata su una questione di legittimità costituzionale di tale legge sollevata in relazione all'art. 21 Cost., propendendo per l'infondatezza della questione. In questa sentenza, però, la Corte ricordava che la legge del 1956 mirava a porre tutti in condizione di parità.
La legge n. 103 del 14 aprile 1975, all'art. 4, stabiliva poi che la Commissione Parlamentare per l'indirizzo generale e la vigilanza dei servizi radiotelevisivi (...) disciplina direttamente le rubriche di tribuna politica, tribuna elettorale, tribuna sindacale e tribuna stampa.
Una normativa di dettaglio venne emanata nel 1993. Gli interventi normativi, attualmente in vigore, sono quindi rappresentati dalle seguenti leggi:
- Legge 10 dicembre 1993, n. 515 - Disciplina delle campagne elettorali per l'elezione alla Camera dei deputati e al Senato della Repubblica
- Legge 22 febbraio 2000, n. 28 - Disposizioni per la parità di accesso ai mezzi di informazione durante le campagne elettorali e referendarie e per la comunicazione politica

### La legge n. 28 del 2000
La legge 22 febbraio 2000, n. 28, a differenza della legge del 1993, disciplina la comunicazione durante l'intero anno e in tutte le campagne elettorali e referendarie.
Inoltre introduce i seguenti principi:
- le emittenti radiotelevisive devono assicurare a tutti i soggetti politici con imparzialità ed equità l'accesso all'informazione e alla comunicazione politica (art. 2 c. 1);
- per comunicazione politica radiotelevisiva s'intende la diffusione sui mezzi radiotelevisivi di programmi contenenti opinioni e valutazioni politiche (art. 2 c. 2);
- gli spazi per la comunicazione politica vengano diffusi obbligatoriamente da emittenti privati e pubbliche che operano a livello nazionale;
- per messaggi politici autogestiti s'intende la motivata esposizione di un programma o di un'opinione politica; hanno durata da 1 a 3 minuti (per la televisione) e sono trasmessi in appositi contenitori dalla RAI gratuitamente, devono riportare liste e programmi;
- per la stampa vige un regime diverso da quello previsto per la radiotelevisione, a causa della diversità del mezzo, per cui sono ammesse solo le forme di messaggio politico elettorale previste dall'art. 7 c. 2: annunci di dibattiti, tavole rotonde, conferenze, discorsi, pubblicazioni destinate alla presentazione dei programmi delle liste, dei gruppi di candidati e dei candidati;
- non possono essere resi pubblici risultati di sondaggi nei quindici giorni precedenti la data delle votazioni (art. 8);
- l'art. 4 stabilisce il riparto degli spazi tra i soggetti politici:
  - prima della presentazione delle candidature, sono ripartiti tra i soggetti presenti nelle assemblee da rinnovare, quelli presenti nel Parlamento europeo, o in uno dei due rami del parlamento nazionale,
  - tra la data di presentazione delle candidature e la chiusura della campagna elettorale, sono ripartiti tra le coalizione o liste in competizione che abbiano presentato candidature in collegi o circoscrizioni che interessino almeno 1/4 degli elettori.
- è altresì vietata la presenza di personaggi politici e candidati in programmi che non hanno carattere informativo o di comunicazione politica.

Questa legge è stata aspramente criticata da Silvio Berlusconi, a causa del fatto che gli spazi in televisione sono ripartiti in parti uguali tra tutti i movimenti che si presentano alle elezioni, non tenendo conto della rispettiva rappresentatività politica. I tentativi di cambiarla sono naufragati sia per i dubbi dei suoi alleati sia per la durissima opposizione del centrosinistra, secondo cui si riproporrebbe il problema del conflitto d'interessi dell'ex Cavaliere.

## Par condicioemediumtelevisivo
La legge nasce con particolare attenzione verso l'emittenza televisiva, secondo la consapevolezza diffusa che la televisione è un medium insostituibile. La televisione è il mass medium più diffuso, in grado di raggiungere milioni di persone e spostare altrettanti voti, compromettere l'elezione di un politico, con del vero giornalismo d'inchiesta o con una campagna mediatica montata ad arte.
Un osservatorio dedicato, presso l'Università di Pavia, misura settimanalmente le durate degli interventi dei politici durante i telegiornali e nelle tribune politiche, anche in tempi non elettorali, per verificare il rispetto dei tempi assegnati dalla legge.
Il diritto ad un accesso gratuito al mezzo televisivo è premessa per assicurare la possibilità di fare politica a chi non dispone di grandi mezzi personali, per garantire un esercizio universale dell'elettorato passivo e più in generale per tutelare il diritto all'informazione da parte di tutti i cittadini.

## Rapporto con i costi della politica
Per apparire in televisione, negli Stati Uniti i politici e i partiti spendono anche diversi milioni di dollari in spot elettorali. La presenza di un tetto massimo alle apparizioni televisive, evita una domanda crescente di spot per avere più spazi, e un rialzo ulteriore dei prezzi. Tale legge ha la funzione di porre un limite ai costi della politica, limite che si rivela più utile laddove esiste una legge sul finanziamento pubblico ai partiti, che, come in Italia, ribalta in gran parte questi costi su Stato e cittadini. I trasferimenti liberali ai partiti e lo scambio di favori fra imprenditoria, finanza e politica restano possibili per altre vie, ma non sono un must per la vittoria elettorale. Un accesso paritetico ai media, e un contenimento dei costi della politica imposto per legge, evitano una corsa al rialzo di tali prezzi, che avrebbe l'effetto di creare un élite di candidati facoltosi, selezionati prima per reddito che per merito. In questo modo, quanto meno per la durata della campagna elettorale, l'attività del politico appena eletto non è necessariamente legata alle lobby, a ricambiare i favori ricevuti da chi ha finanziato la sua campagna elettorale. Questo aspetto infatti contrasterebbe con il fatto che il politico debba svolgere il suo incarico per la pubblica utilità (che include anche l'interesse degli elettori di altri partiti).
Negli Stati Uniti vige un regime di trasparenza in cui il candidato, già durante la campagna elettorale, dichiara apertamente i costi della politica e chi sono i suoi finanziatori.
Comunque, i detentori di capitale acquistano un potere di fatto nella scelta dei candidati, escludendo dal loro finanziamento quanti non hanno idee coerenti con le proprie. Questo aspetto della politica conferisce loro un diritto all'elettorato passivo, un potere di voto, che di fatto è maggiore di quello degli altri cittadini, poiché scelgono all'interno di un numero maggiore di candidati, dei quali solo quelli con un finanziatore arriveranno a una campagna elettorale. In questo modo i finanziatori sono i primi a scegliere e al contempo gli elettori che hanno la più ampia facoltà di scelta. Tale sistema può avere come conseguenza l'approvazione di leggi "ad personam" verso i propri finanziatori, che rappresenta un evidente scadimento della tecnica legislativa.

### Finanziamento pubblico
In Europa la funzione riequilibratrice del divario tra concorrenti politici è stata esercitata con il sistema del finanziamento pubblico.
Le garanzie che circondano tale sistema sono state enunciate nella sentenza di principio della Corte di Giustizia delle Comunità europee del 23 aprile 1986 in causa 294/83 Les Verts/Parlamento europeo: con essa è stato dichiarato illegittimo il sistema secondo cui i partiti politici europei erano finanziati con risorse economiche provenienti direttamente dai bilanci dei singoli gruppi parlamentari, a loro volta finanziati tramite risorse ascritte al bilancio generale comunitario. Questo sistema attribuiva indebiti vantaggi di appartenenti ad un’istituzione elettiva in vista del suo rinnovo: per la Corte le risorse pubbliche vanno attribuite senza distinzione tra partiti presenti in Parlamento e quelli che aspirano ad entrarvi per la prima volta.